# Danh sách cầu thủ tham dự Cúp bóng đá U-17 châu Phi 2017
Cúp bóng đá U-17 châu Phi 2017 là một giải thi đấu bóng đá quốc tế giới hạn độ tuổi được tổ chức ở Gabon từ 14–28 tháng 5. 8 đội bóng tham gia phải đăng ký danh sách 21 cầu thủ, bao gồm 3 thủ môn. Chỉ có các cầu thủ sinh trong hoặc sau ngày 1 tháng 1 năm 2000 được phép đăng ký vào đội hình, chỉ có các cầu thủ trong đội hình mới được tham gia giải đấu.

## Bảng A

### Cameroon
Huấn luyện viên: Bertin Ebewelle
| 0#0 | Vị trí | Cầu thủ                         | Ngày sinh và tuổi           | Câu lạc bộ              |
| --- | ------ | ------------------------------- | --------------------------- | ----------------------- |
| 1   | TM     | Michel Ghandi Hamako            | 26 tháng 9, 2000 (16 tuổi)  | Avenir Douala           |
| 2   | HV     | Ahmad Toure Ngouyamsa Nounchili | 21 tháng 12, 2000 (16 tuổi) | Isaac Academy           |
| 3   | HV     | Luc Marcel Obam                 | 21 tháng 2, 2000 (17 tuổi)  | AS Dauphin              |
| 4   | HV     | Christian Dyo Ngakole           | 22 tháng 11, 2001 (15 tuổi) | Coton Sport FC          |
| 5   | TĐ     | Kevin Ndongo Ndongo             | 12 tháng 11, 2000 (16 tuổi) | AS Oxygène              |
| 6   | TV     | Wilitty Younoussa               | 9 tháng 9, 2001 (15 tuổi)   | Tcholere FC             |
| 7   | TĐ     | Rosin Christian Bella           | 3 tháng 10, 2000 (16 tuổi)  | Young Star              |
| 8   | TV     | Elive Stephen Ewange            | 29 tháng 10, 2000 (16 tuổi) | Best Stars              |
| 9   | TĐ     | Stéphane Thierry Zobo           | 2 tháng 8, 2000 (16 tuổi)   | Azur Star Inter         |
| 10  | TV     | Moise Sakava Sangola            | 26 tháng 12, 2000 (16 tuổi) | Coton Sport FC          |
| 11  | TĐ     | Jules Romaric Messomo Ngah      | 15 tháng 4, 2000 (17 tuổi)  | Fortuna Yaoundé         |
| 12  | HV     | Aloys Fouda                     | 1 tháng 5, 2000 (17 tuổi)   | Brasseries              |
| 13  | HV     | Quentin Junior Ebwelle Ebwelle  | 8 tháng 5, 2001 (16 tuổi)   | Musango FC              |
| 14  | HV     | Steve Kingue                    | 16 tháng 10, 2001 (15 tuổi) | Nkufo Academy           |
| 15  | HV     | Fabrice Ndzie Mezama            | 27 tháng 12, 2002 (14 tuổi) | Fondation Tafi          |
| 16  | TM     | Boris Junior Essele             | 25 tháng 1, 2000 (17 tuổi)  | Nkufo Academy           |
| 17  | TĐ     | Landry Abessolo Manga           | 16 tháng 7, 2000 (16 tuổi)  | Brasseries              |
| 18  | TV     | James Armel Eto'o Eyenga        | 19 tháng 11, 2000 (16 tuổi) | Musango FC              |
| 19  | TĐ     | Siddiki Aboubakari              | 18 tháng 3, 2000 (17 tuổi)  | EFORCA[CMR]             |
| 20  | TV     | Innocent Assana Nah             | 29 tháng 7, 2000 (16 tuổi)  | Coton Sport FC          |
| 21  | TM     | Ulrich Gabriel Nzong            | 29 tháng 6, 2000 (16 tuổi)  | Alysée Football Academy |

Ghi chú
1. ^ École de Football Reso Champion Académie

### Gabon
Huấn luyện viên: Pierre Mfoumbi
| 0#0 | Vị trí | Cầu thủ                                | Ngày sinh và tuổi           | Câu lạc bộ                  |
| --- | ------ | -------------------------------------- | --------------------------- | --------------------------- |
| 1   | TM     | Brunel Ilagou Ilagou                   | 5 tháng 11, 2001 (15 tuổi)  | CF Mounana                  |
| 2   | HV     | Franck Aubert Nze Nsome Amwame         | 31 tháng 12, 2000 (16 tuổi) | CF Mounana                  |
| 3   | HV     | Elian Christely Boueni Mayobolo        | 3 tháng 6, 2000 (16 tuổi)   | CF Mounana                  |
| 4   | HV     | Aziz Giroly Bourobou Mombo             | 21 tháng 3, 2001 (16 tuổi)  | Académie Club de Libreville |
| 5   | TV     | Olabisi Arafat                         | 16 tháng 2, 2001 (16 tuổi)  | Académie Club de Libreville |
| 6   | TV     | Brimau Kevan Duchamp Nziengui Nziengui | 24 tháng 1, 2001 (16 tuổi)  | CF Mounana                  |
| 7   | TV     | Kevin Junior Nguechoung                | 13 tháng 8, 2000 (16 tuổi)  | Académie Club de Libreville |
| 8   | TĐ     | Meshak Babanzila Mayala                | 11 tháng 6, 2001 (15 tuổi)  | Académie Club de Libreville |
| 9   | TĐ     | Fahd Richard Ndzengue Moubeti          | 7 tháng 7, 2000 (16 tuổi)   | CF Mounana                  |
| 10  | TĐ     | Sadidi Abechina Monlade                | 14 tháng 4, 2001 (16 tuổi)  | Académie Club de Libreville |
| 11  | TĐ     | Zico Anderson Eka Nzeng Mba            | 27 tháng 6, 2001 (15 tuổi)  | Académie Club de Libreville |
| 12  | HV     | Silvain Mba Edou                       | 24 tháng 7, 2002 (14 tuổi)  | Académie Club de Libreville |
| 13  | TĐ     | Azaria Obame                           | 24 tháng 2, 2000 (17 tuổi)  | Académie Club de Libreville |
| 14  | TĐ     | Eric Jospin Bekale Biyoghe             | 4 tháng 3, 2000 (17 tuổi)   | CF Mounana                  |
| 15  | HV     | Christophe Ona Nguema                  | 28 tháng 12, 2003 (13 tuổi) | Académie Club de Libreville |
| 16  | TM     | Lhin Keartis Bediki Hangoue Kota       | 17 tháng 6, 2000 (16 tuổi)  | Centre Mberie Sportif       |
| 17  | TV     | Alain Rodrick Miyogho                  | 24 tháng 10, 2000 (16 tuổi) | AS Mangasport               |
| 18  | HV     | Brayan Sysi Kassa                      | 30 tháng 10, 2000 (16 tuổi) | AS Val                      |
| 19  | TĐ     | Clooney Oyouomi Yonni                  | 12 tháng 4, 2000 (17 tuổi)  | Bamgombe                    |
| 20  | TV     | Alex Yowan Kevin Moucketou Moussounda  | 10 tháng 10, 2000 (16 tuổi) | Irumba FC                   |
| 21  | TM     | Abdoulaye Coulibaly                    | 21 tháng 1, 2000 (17 tuổi)  | Académie Club de Libreville |

### Ghana
Huấn luyện viên: Samuel Fabian
| 0#0 | Vị trí | Cầu thủ             | Ngày sinh và tuổi           | Câu lạc bộ                         |
| --- | ------ | ------------------- | --------------------------- | ---------------------------------- |
| 1   | TM     | Danlad Ibrahim      | 2 tháng 12, 2002 (14 tuổi)  | Asante Kotoko                      |
| 2   | HV     | John Otu            | 12 tháng 4, 2000 (17 tuổi)  | Dreams FC                          |
| 3   | HV     | Gideon Acquah       | 24 tháng 5, 2000 (16 tuổi)  | Accra United FC                    |
| 4   | HV     | Edmund Arko-Mensah  | 9 tháng 9, 2001 (15 tuổi)   | All Stars F.C.                     |
| 5   | HV     | Najeeb Yakubu       | 1 tháng 5, 2000 (17 tuổi)   | New Town Youth FC                  |
| 6   | TĐ     | Eric Ayiah          | 6 tháng 3, 2000 (17 tuổi)   | Charity FC                         |
| 7   | TV     | Ibrahim Sulley      | 6 tháng 7, 2001 (15 tuổi)   | New Life FC                        |
| 8   | TV     | Isaac Antah         | 9 tháng 5, 2000 (17 tuổi)   | Young Wise FC                      |
| 9   | TĐ     | Kwadwo Opoku        | 13 tháng 7, 2001 (15 tuổi)  | Attram de Visser Soccer Academy FC |
| 10  | TV     | Emmanuel Toku       | 10 tháng 7, 2000 (16 tuổi)  | Cheetah FC                         |
| 11  | TV     | Samuel Mone Andoh   | 24 tháng 7, 2002 (14 tuổi)  | Zein United FC                     |
| 12  | HV     | Abdul Razak Yusif   | 9 tháng 8, 2001 (15 tuổi)   | FC Tanga                           |
| 13  | TV     | Gabriel Leveh       | 1 tháng 4, 2000 (17 tuổi)   | Tema Youth                         |
| 14  | HV     | Bismark Terry Owusu | 30 tháng 10, 2000 (16 tuổi) | Mandela Soccer Academy FC          |
| 15  | HV     | Faisal Osman        | 20 tháng 8, 2000 (16 tuổi)  | Kumasi Young Vipers FC             |
| 16  | TM     | Kwame Aziz          | 15 tháng 6, 2002 (14 tuổi)  | Mandela Soccer Academy FC          |
| 17  | TV     | Rashid Alhassan     | 20 tháng 6, 2000 (16 tuổi)  | Aduana Stars                       |
| 18  | TV     | Mohammed Iddriss    | 26 tháng 7, 2000 (16 tuổi)  | Cheetah FC                         |
| 19  | TĐ     | Patmos Arhin        | 15 tháng 12, 2000 (16 tuổi) | Mandela Soccer Academy FC          |
| 20  | HV     | Kingsley Owusu      | 3 tháng 8, 2002 (14 tuổi)   | Dreams FC                          |
| 21  | TM     | Michael Acquaye     | 10 tháng 8, 2000 (16 tuổi)  | West African Football Academy SC   |

### Guinée
Huấn luyện viên: Camara Souleymane
| 0#0 | Vị trí | Cầu thủ                  | Ngày sinh và tuổi           | Câu lạc bộ            |
| --- | ------ | ------------------------ | --------------------------- | --------------------- |
| 1   | TM     | Ibrahima Sylla           | 7 tháng 12, 2002 (14 tuổi)  | FC Mendy              |
| 2   | HV     | Samuel Conte             | 13 tháng 3, 2000 (17 tuổi)  | Académie Horoya       |
| 3   | HV     | Ibrahima Sory Soumah     | 19 tháng 11, 2001 (15 tuổi) | Académie Horoya       |
| 4   | HV     | Mohamed Cherif Camara    | 21 tháng 10, 2002 (14 tuổi) | Académie St Marie     |
| 5   | HV     | Issiaga Camara           | 30 tháng 12, 2002 (14 tuổi) | Académie Hafia        |
| 6   | TV     | Sékou Camara             | 27 tháng 7, 2001 (15 tuổi)  | Académie St Marie     |
| 7   | TĐ     | Djibril Fandjé Touré     | 1 tháng 11, 2002 (14 tuổi)  | CEFOMIG               |
| 8   | TĐ     | Aboubacar Lapé Bangoura  | 31 tháng 12, 2000 (16 tuổi) | Académie Foot Conakry |
| 9   | TĐ     | Facinet Doss Soumah      | 6 tháng 2, 2000 (17 tuổi)   | CEFOMIG               |
| 10  | TV     | Aguibou Camara           | 20 tháng 5, 2001 (15 tuổi)  | Académie Foot Conakry |
| 11  | HV     | Djibril Sylla            | 10 tháng 11, 2002 (14 tuổi) | Académie Horoya       |
| 12  | HV     | M'Bemba Camara           | 8 tháng 9, 2000 (16 tuổi)   | Académie ASKaloum     |
| 13  | TV     | Seydouba Cissé           | 10 tháng 2, 2001 (16 tuổi)  | FC Attouga            |
| 14  | TV     | Salia Bangoura           | 15 tháng 11, 2001 (15 tuổi) | CEFOMIG               |
| 15  | TV     | Mohamed Blaise Camara    | 11 tháng 3, 2000 (17 tuổi)  | Espérence Conakry     |
| 16  | TM     | Abdoulaye Doumbouya      | 1 tháng 9, 2001 (15 tuổi)   | Académie Foot Conakry |
| 17  | HV     | Ismael Traore            | 10 tháng 6, 2000 (16 tuổi)  | Académie Sequence     |
| 18  | TV     | Elhadj Abdourahamane Bah | 22 tháng 8, 2001 (15 tuổi)  | Espérence Kaloum      |
| 19  | TV     | Ibrahim Camara           | 12 tháng 9, 2000 (16 tuổi)  | Unattached            |
| 20  | TĐ     | Gerard Sella Bangoura    | 23 tháng 3, 2000 (17 tuổi)  | AS Saint-Étienne      |
| 21  | TM     | Mohamed Camara           | 16 tháng 3, 2000 (17 tuổi)  | Académie Titi         |

## Bảng B

### Angola
Huấn luyện viên: Simão Sebastião Cose José
| 0#0 | Vị trí | Cầu thủ                             | Ngày sinh và tuổi           | Câu lạc bộ              |
| --- | ------ | ----------------------------------- | --------------------------- | ----------------------- |
| 1   | TM     | Nsesani Emanuel Simão               | 5 tháng 11, 2000 (16 tuổi)  | Primeiro de Agosto      |
| 2   | HV     | Capitão António José                | 8 tháng 12, 2000 (16 tuổi)  | A.F.A.                  |
| 3   | HV     | Miguel Anselmo Basílio Daniel       | 28 tháng 1, 2000 (17 tuổi)  | A.F.A.                  |
| 4   | HV     | Euclides Moisés Fernando dos Santos | 18 tháng 1, 2000 (17 tuổi)  | Petro de Luanda         |
| 5   | TV     | Fausto Mário Maurício Ngumba        | 26 tháng 10, 2000 (16 tuổi) | Primeiro de Agosto      |
| 6   | TV     | Fiete Quintas Agostinho dos Santos  | 27 tháng 9, 2000 (16 tuổi)  | Primeiro de Agosto      |
| 7   | TĐ     | Camilo Mbule Ngongue                | 7 tháng 12, 2001 (15 tuổi)  | Académica do Lobito     |
| 8   | TV     | Orlando Luís Secali                 | 4 tháng 2, 2001 (16 tuổi)   | Primeiro de Agosto      |
| 9   | TĐ     | Jelson João Mivo                    | 21 tháng 4, 2000 (17 tuổi)  | Primeiro de Agosto      |
| 10  | TV     | Pedro Domingos Agostinho            | 30 tháng 7, 2000 (16 tuổi)  | Petro de Luanda         |
| 11  | HV     | Ramiro João Paulo                   | 20 tháng 4, 2001 (16 tuổi)  | A.F.A.                  |
| 12  | TM     | Job Bengue Kamalandua               | 22 tháng 11, 2002 (14 tuổi) | Primeiro de Agosto      |
| 13  | TĐ     | Melono Muondo Dala                  | 25 tháng 8, 2001 (15 tuổi)  | Primeiro de Agosto      |
| 14  | TĐ     | Cláudio Macalo Viegas               | 6 tháng 4, 2001 (16 tuổi)   | Progresso do Sambizanga |
| 15  | TV     | Benedito Cuzanda Vissoco            | 10 tháng 5, 2001 (16 tuổi)  | Primeiro de Agosto      |
| 16  | HV     | Benjino Ribeiro Benjamim            | 9 tháng 1, 2000 (17 tuổi)   | A.F.A.                  |
| 17  | TĐ     | Abílio Mateus Contreiras            | 18 tháng 9, 2000 (16 tuổi)  | Primeiro de Agosto      |
| 18  | HV     | Adalmiro Patrício Pacheco da Silva  | 6 tháng 1, 2000 (17 tuổi)   | Primeiro de Agosto      |
| 19  | TĐ     | Francisco Carlos Chilumbo           | 25 tháng 12, 2000 (16 tuổi) | Académica do Lobito     |
| 20  | TV     | Armando Martins Manuel dos Santos   | 19 tháng 6, 2000 (16 tuổi)  | Domant FC               |
| 21  | HV     | Moisés Pedro Amor                   | 28 tháng 2, 2000 (17 tuổi)  | Académica do Lobito     |

### Mali
Huấn luyện viên: Jonas Kokou Komla
| 0#0 | Vị trí | Cầu thủ                | Ngày sinh và tuổi           | Câu lạc bộ              |
| --- | ------ | ---------------------- | --------------------------- | ----------------------- |
| 1   | TM     | Alkalifa Coulibaly     | 3 tháng 12, 2001 (15 tuổi)  | AS Olympique de Missira |
| 2   | HV     | Felix Kamate           | 31 tháng 12, 2000 (16 tuổi) | AS Olympique de Missira |
| 3   | HV     | Djemoussa Traore       | 20 tháng 1, 2000 (17 tuổi)  | ALOB                    |
| 4   | HV     | Fode Konate            | 2 tháng 12, 2000 (16 tuổi)  | AS Bamako               |
| 5   | HV     | Mamadi Fofana          | 11 tháng 11, 2000 (16 tuổi) | FC Diarra               |
| 6   | TV     | Mohamed Camara         | 6 tháng 1, 2000 (17 tuổi)   | AS Real Bamako          |
| 7   | TĐ     | Hadji Drame            | 10 tháng 9, 2000 (16 tuổi)  | Yeelen Olympique        |
| 8   | TV     | Abdoulaye Dabo         | 20 tháng 7, 2000 (16 tuổi)  | Africa Foot Academy     |
| 9   | TĐ     | Seme Camara            | 25 tháng 11, 2000 (16 tuổi) | FC Diarra               |
| 10  | TĐ     | Abdoul Salam Ag Jiddou | 1 tháng 2, 2000 (17 tuổi)   | Guidars FC              |
| 11  | TV     | Mamadou Traore         | 3 tháng 4, 2002 (15 tuổi)   | Stade Malien            |
| 12  | TV     | Seybou Senou           | 20 tháng 12, 2001 (15 tuổi) | Aspire Academy          |
| 13  | TV     | Amadou Diako           | 30 tháng 11, 2000 (16 tuổi) | AS Bakaridjan           |
| 14  | TĐ     | Sibiry Keita           | 30 tháng 1, 2001 (16 tuổi)  | Aspire Academy          |
| 15  | HV     | Abdoulaye Diaby        | 4 tháng 7, 2000 (16 tuổi)   | Djoliba AC              |
| 16  | TM     | Youssouf Koita         | 27 tháng 8, 2000 (16 tuổi)  | AS Bamako               |
| 17  | TV     | Mamadou Samake         | 15 tháng 5, 2000 (16 tuổi)  | Yeelen Olympique        |
| 18  | TV     | Ibrahim Kane           | 23 tháng 6, 2000 (16 tuổi)  | AS Real Bamako          |
| 19  | TĐ     | Lassana N'Diaye        | 3 tháng 10, 2000 (16 tuổi)  | AS Real Bamako          |
| 20  | TV     | Cheick Oumar Doucoure  | 8 tháng 1, 2000 (17 tuổi)   | AS Real Bamako          |
| 21  | TM     | Massire Gassama        | 23 tháng 8, 2000 (16 tuổi)  | Black Star              |

### Niger
Huấn luyện viên: Hamidou Harouna
| 0#0 | Vị trí | Cầu thủ                             | Ngày sinh và tuổi           | Câu lạc bộ            |
| --- | ------ | ----------------------------------- | --------------------------- | --------------------- |
| 1   | TM     | Moussa Laouali Hima                 | 13 tháng 12, 2000 (16 tuổi) | AS-GNN                |
| 2   | TĐ     | Yacine Wa Massamba                  | 9 tháng 3, 2000 (17 tuổi)   | ASN NIGELEC           |
| 3   | HV     | Mahamadou Mahamane Ousmane          | 12 tháng 10, 2001 (15 tuổi) | ASN NIGELEC           |
| 4   | HV     | Abdoul Nasser Mahaman Bello Hassane | 24 tháng 9, 2000 (16 tuổi)  | Air Academy           |
| 5   | HV     | Farouk Idrissa                      | 12 tháng 2, 2000 (17 tuổi)  | AS Lazaret            |
| 6   | TV     | Ismael Issaka Magagi                | 1 tháng 1, 2000 (17 tuổi)   | AS CBK                |
| 7   | TV     | Sountalma Sidibe Assoumane          | 20 tháng 1, 2002 (15 tuổi)  | Sahel SC              |
| 8   | TV     | Habibou Sofiane                     | 1 tháng 1, 2000 (17 tuổi)   | AS Renaissance        |
| 9   | TV     | Abdoul Kairou Amoustapha            | 1 tháng 1, 2001 (16 tuổi)   | ASN NIGELEC           |
| 10  | TV     | Rachid Alfari Souley                | 30 tháng 12, 2000 (16 tuổi) | ASN NIGELEC           |
| 11  | TV     | Abdoul Karim Tinni Sanda            | 21 tháng 1, 2001 (16 tuổi)  | Sahel SC              |
| 12  | HV     | Djibrilla Ibrahim Mossi             | 2 tháng 3, 2002 (15 tuổi)   | AS Douanes            |
| 13  | TV     | Yacouba Aboubacar                   | 1 tháng 1, 2000 (17 tuổi)   | JS Tahoua             |
| 14  | HV     | Inoussa Amadou Darenkoum            | 5 tháng 9, 2000 (16 tuổi)   | Saca Sport            |
| 15  | HV     | Abdoul Rachid Soumana Moussa        | 1 tháng 1, 2000 (17 tuổi)   | Tudu Mighty Jets F.C. |
| 16  | TM     | Abdoulaye Boubacar Adamou           | 1 tháng 1, 2001 (16 tuổi)   | Apo River Academy     |
| 17  | TĐ     | Ibrahim Boubacar Marou              | 1 tháng 1, 2000 (17 tuổi)   | AS Sonintcha          |
| 18  | HV     | Ibrahim Namata                      | 10 tháng 5, 2000 (17 tuổi)  | AS Sonintcha          |
| 19  | TĐ     | Mamane Sani Boube Moussa            | 13 tháng 11, 2000 (16 tuổi) | Jangorzo FC           |
| 20  | TĐ     | Hamid Galissoune Ajina              | 26 tháng 1, 2000 (17 tuổi)  | Saca Sport            |
| 21  | TM     | Khaled Lawali Ibrahim               | 15 tháng 7, 2000 (16 tuổi)  | Sahel SC              |

### Tanzania
Huấn luyện viên: Bakari Nyundo Shime
| 0#0 | Vị trí | Cầu thủ                     | Ngày sinh và tuổi           | Câu lạc bộ |
| --- | ------ | --------------------------- | --------------------------- | ---------- |
| 1   | TM     | Ramadhani Awam Kabwili      | 11 tháng 12, 2000 (16 tuổi) | Unattached |
| 2   | TV     | Ally Hamis Ng'Anzi          | 3 tháng 9, 2000 (16 tuổi)   | Unattached |
| 3   | TĐ     | Nickson Clement Kibabage    | 12 tháng 10, 2000 (16 tuổi) | Unattached |
| 4   | HV     | Enrick Vitaris Nkosi        | 15 tháng 1, 2000 (17 tuổi)  | Unattached |
| 5   | HV     | Dickson Nickson Job         | 29 tháng 12, 2000 (16 tuổi) | Unattached |
| 6   | HV     | Issa Abdi Makamba           | 13 tháng 4, 2001 (16 tuổi)  | Unattached |
| 7   | TV     | Said Mussa Bakari           | 11 tháng 8, 2000 (16 tuổi)  | Unattached |
| 8   | TV     | Syprian Benidictor Mtesigwa | 9 tháng 6, 2000 (16 tuổi)   | Unattached |
| 9   | TĐ     | Abdul Hamisi Suleiman       | 26 tháng 2, 2001 (16 tuổi)  | Unattached |
| 10  | TĐ     | Asad Ali Juma               | 15 tháng 4, 2001 (16 tuổi)  | Unattached |
| 11  | TĐ     | Mohamed Abdallah Rashid     | 12 tháng 6, 2001 (15 tuổi)  | Unattached |
| 12  | TĐ     | Kibwana Ally Shomari        | 1 tháng 1, 2000 (17 tuổi)   | Unattached |
| 13  | TV     | Shabani Zuberi Ada          | 24 tháng 11, 2001 (15 tuổi) | Unattached |
| 14  | HV     | Ally Hussein Msengi         | 20 tháng 12, 2001 (15 tuổi) | Unattached |
| 15  | TĐ     | Yohana Oscar Mkomola        | 18 tháng 4, 2000 (17 tuổi)  | Unattached |
| 16  | TĐ     | Israel Patrick Mwenda       | 10 tháng 3, 2000 (17 tuổi)  | Unattached |
| 17  | TĐ     | Ibrahim Abdalla Ali         | 8 tháng 9, 2000 (16 tuổi)   | Unattached |
| 18  | TM     | Samwel Edward Brazio        | 28 tháng 6, 2000 (16 tuổi)  | Unattached |
| 19  | TĐ     | Muhsin Malima Makame        | 10 tháng 12, 2000 (16 tuổi) | Unattached |
| 20  | TV     | Kelvin Nashon Naftal        | 2 tháng 8, 2000 (16 tuổi)   | Unattached |
| 21  | TM     | Kelvin Deogratias Kayego    | 5 tháng 6, 2001 (15 tuổi)   | Unattached |